# Czograjskij
Czograjskij (ros. Чограйский) – osiedle w Rosji, w Kraju Stawropolskim, w rejonie arzgirskim. W 2010 liczyło 1449 mieszkańców.